# Lavaur (Tarn)
Lavaur (lateinisch Pulchravallis, okzitanisch La Vaur) ist eine südfranzösische Gemeinde mit 10.884 Einwohnern (Stand 1. Januar 2022) im Département Tarn in der Region Okzitanien.

## Lage und Klima
Die Stadt liegt auf der orografischen linken, d. h. westlichen, Flussseite des Agout etwa auf halber Strecke zwischen Toulouse (42 km südwestlich) und Castres (41 km östlich) in einer Höhe von ca. 140 m. Etwa 21 km nördlich liegt die mittelalterliche Bastide Lisle-sur-Tarn, weitere 10 km nordöstlich befindet sich der Weinort Gaillac. Das Klima ist gemäßigt bis warm; Regen (ca. 700 bis 800 mm/Jahr) fällt überwiegend im Winterhalbjahr.

## Bevölkerungsentwicklung
| Jahr                       | 1800  | 1851  | 1901  | 1954  | 1999  | 2020   |
| Einwohner                  | 6.237 | 7.331 | 6.535 | 5.934 | 8.537 | 10.820 |
| Quellen: Cassini und INSEE |       |       |       |       |       |        |

Bedingt durch die Reblauskrise im Weinbau und die Mechanisierung der Landwirtschaft sank die Einwohnerzahl in der ersten Hälfte des 20. Jahrhunderts deutlich ab. Seit den 1930er Jahren ist wieder ein kontinuierliches Wachstum zu verzeichnen.

## Wirtschaft und Infrastruktur
Lavaur gehört noch zur Landschaft des Lauragais und bezeichnet sich selbst als Hauptstadt des Pays de la Cocagne ('Schlaraffenland'), welches im ausgehenden Mittelalter und in der frühen Neuzeit durch den Anbau von Färberwaid (pastel) sowie dessen Weiterverarbeitung und Export große Bedeutung und enormen Wohlstand erlangt hat. Im 17. und. 18. Jahrhundert ging der Anbau von pastel gegenüber dem billigeren und farbintensiveren Farbstoff Indigo, der aus den amerikanischen Kolonien importiert wurde, mehr und mehr zurück. Im 18. Jahrhundert wurde in der Stadt eine königliche Seidenmanufaktur eingerichtet, die jedoch während der Französischen Revolution wieder aufgelöst wurde.
Inzwischen haben sich in den Zones industrielles um Lavaur kleinere Industriebetriebe (Textilherstellung, Druckereibetriebe etc.) angesiedelt. Daneben spielt die Stadt als Handwerks- und Dienstleistungszentrum für die umgebenden kleineren Dörfer, die hauptsächlich von der Landwirtschaft leben, eine wichtige Rolle.
Lavaur hat einen Bahnhof an der Bahnstrecke Montauban-Ville-Bourbon–La Crémade und wird im Regionalverkehr mit Zügen des TER Occitanie zwischen Toulouse Matabiau und Mazamet bedient.

## Geschichte
Die 1025 zum ersten Mal urkundlich erwähnte befestigte Siedlung (castrum) erhielt überregionale Bedeutung, als im Jahr 1181 ein katholisches Heer die Stadt belagerte, um die katharische Häresie zu bekämpfen. Nach der Herausgabe zweier vermeintlicher katharischer „Vollkommener“ (parfaits) kam der Ort glimpflich davon. Im Rahmen des Albigenserkreuzzugs (1209–1229) wurde die Stadt im Jahre 1211 erneut belagert – dieses Mal jedoch mit schrecklichen Konsequenzen: Nach der Einnahme der Stadt durch Simon de Montfort wurde die Herrin Guiraude in einen Brunnen geworfen und durch einen Steinhagel getötet; 80 katharische Ritter, darunter auch Aimery de Montréal, wurden erhängt oder – nach dem Einsturz des Galgens – durch das Schwert getötet; weitere 300 bis 400 Personen wurden auf einem Scheiterhaufen (bûcher) verbrannt.
Nach dem Tod Simon de Montforts im Jahre 1218 wurde Lavaur im Jahr 1220 vom zukünftigen Grafen von Toulouse Raimund VII. eingenommen. Ludwig VIII. machte hier auf seiner Reise durch den Süden Frankreichs (Okzitanien) im Jahre 1226 einen Zwischenstopp. Drei Jahre später, nachdem im Vertrag von Paris (1229) die Angliederung des Midi an die französische Krone (Domaine royal) beschlossen worden war, wurden die Befestigungen (remparts) der Stadt geschleift.
Im Jahr 1317 wurde Lavaur vom in Avignon residierenden Papst Johannes XXII. zum Bischofssitz erhoben und blieb es bis zur Französischen Revolution. Im Verlauf des Hundertjährigen Krieges (1337–1453) zwangen die Bewohner der Stadt die englischen Truppen unter John Chandos zum Rückzug (1369/70). Im Jahre 1468 wurde Lavaur zur Grafschaft erhoben, doch nur 15 Jahre später fiel es wieder an die französische Krone zurück.
Im Jahr 1540 fand in Lavaur eine Zusammenkunft statt, bei der über ein Kanalprojekt vom Mittelmeer bis zur Garonne – den späteren Canal du Midi – debattiert wurde. Gleich zu Beginn der Hugenottenkriege (1562–1598) wurden einige Franziskaner von einem protestantischen Mob massakriert und die Klostergebäude mit Ausnahme der Kirche wurden zerstört.

## Sehenswürdigkeiten

### Ehemalige Kathedrale Saint-Alain
Die ehemalige Kathedrale ist seit 1911 als Monument historique anerkannt.

### Pont de Lavaur
Die Brücke ist seit 1960 als Monument historique anerkannt.

### Sonstige
- Auf Luftbildern kann man sehr gut die ehemals kreisrunde – mit einem zentralen Platz versehene – Anlage der bastidenähnlichen Ansiedlung erkennen.
- Die ganz aus Mauerziegeln errichtete Kirche der Franziskaner (Église des Cordeliers) aus dem 14. sowie dem 15./16. Jahrhundert orientiert sich in manchen Details an ihrem großen Vorbild – der Franziskanerkirche in Toulouse. Das rippengewölbte gotische Kirchenschiff wird von seitlichen Kapellen begleitet, die auch zur statischen Stabilisierung des Bauwerks beitragen. Der Bau beherbergt viele Ausstattungsgegenstände aus dem 19. Jahrhundert, darunter eine große Orgel (1866) aus der Werkstatt der in Frankreich bekannten Orgelbauer-Familie Puget. Die Kirche ist seit 1996 als Monument historique anerkannt.[3]
- Auf ihrer Südseite steht ein Taubenhaus (pigeonnier).
- Der im unteren Bereich in wechselnden Schichten aus Ziegel- und Natursteinen errichtete runde Turm (Tour des rondes) ist das letzte Überbleibsel der mittelalterlichen Stadtbefestigung. Er wurde im Jahre 1627 nach Zerstörungen während der Religionskriege weitgehend neu aufgebaut und ist seit dem Jahr 1971 als Monument historique anerkannt.[4]
- Vom ehemaligen, im 17. Jahrhundert gegründeten, Konvent der Klarissen ist – nach den Zerstörungen in der Zeit der Französischen Revolution – nichts übriggeblieben. Die heutige Kapelle stammt aus dem Jahr 1837.
- Das Gebäude des um 1700 erbauten ehemaligen Hôpital de Lavaur wurde bereits vor der Revolutionszeit zu einer Seidenmanufaktur umfunktioniert.
- Das heutige Rathaus (mairie) mit seiner augenfälligen Außentreppe war ursprünglich (1860) als Sitz einer Unterpräfektur (sous-préfecture) für das Département Tarn erbaut worden. Es diente auch jahrelang als Gerichtsgebäude (Palais de justice).
- Die bischöflichen Gärten (Jardins de l’Évêché), eine Parkanlage im englischen Stil, befinden sich an der Stelle des in der Französischen Revolution zerstörten Bischofspalastes.
- Ein Museum (Musée municipal du Pays Vaurais) zeigt Exponate zur Geschichte der Stadt und ihres Umlandes.
- Zwei im Privatbesitz befindliche Schlösser aus dem 17./18. Jahrhundert in der Umgebung von Lavaur (Château de Mirabel-Laval und Château de Reyniès) sind seit 1990 bzw. 1993 ebenfalls als Monuments historiques anerkannt.[5][6]

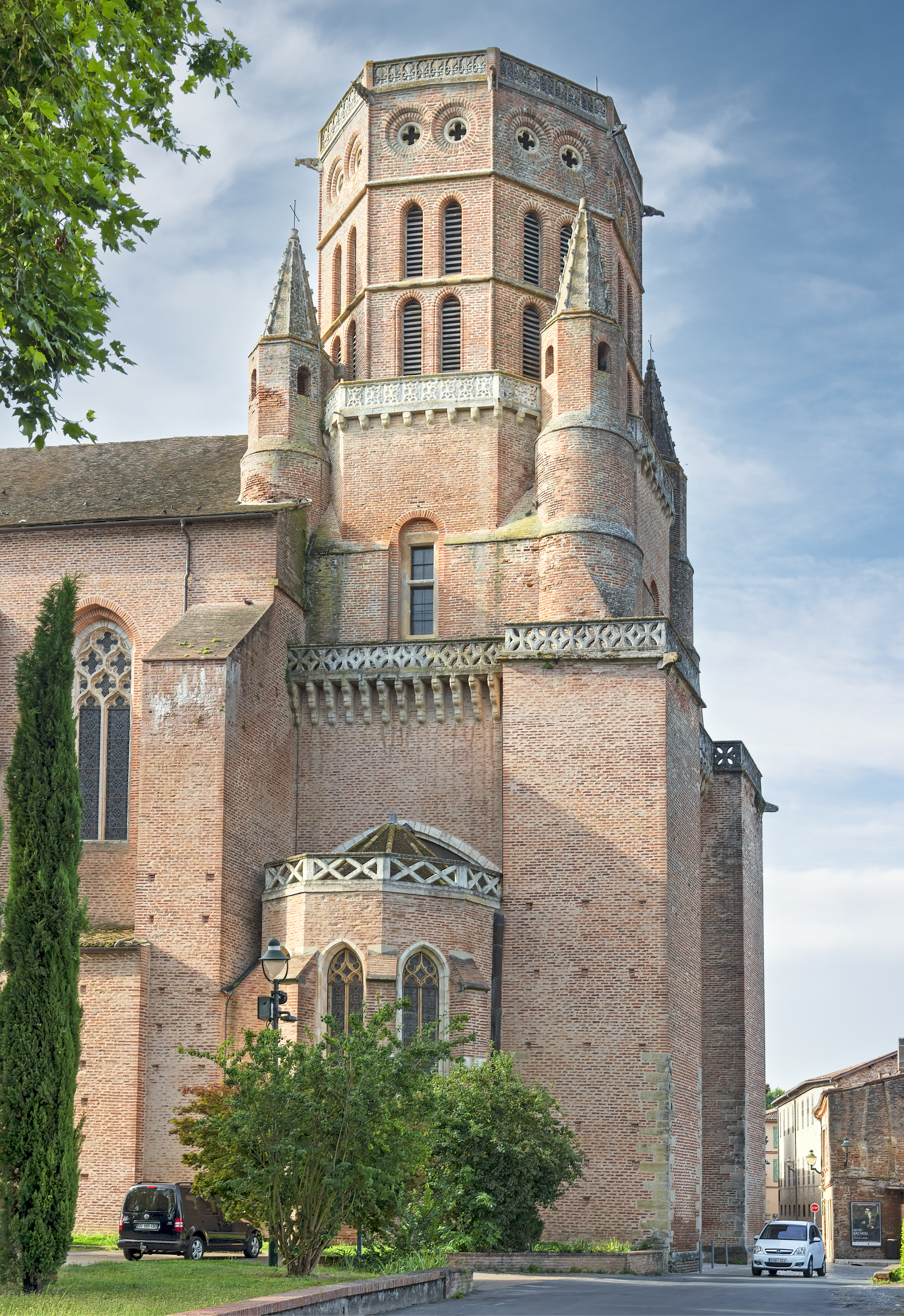
Kathedrale St-Alain
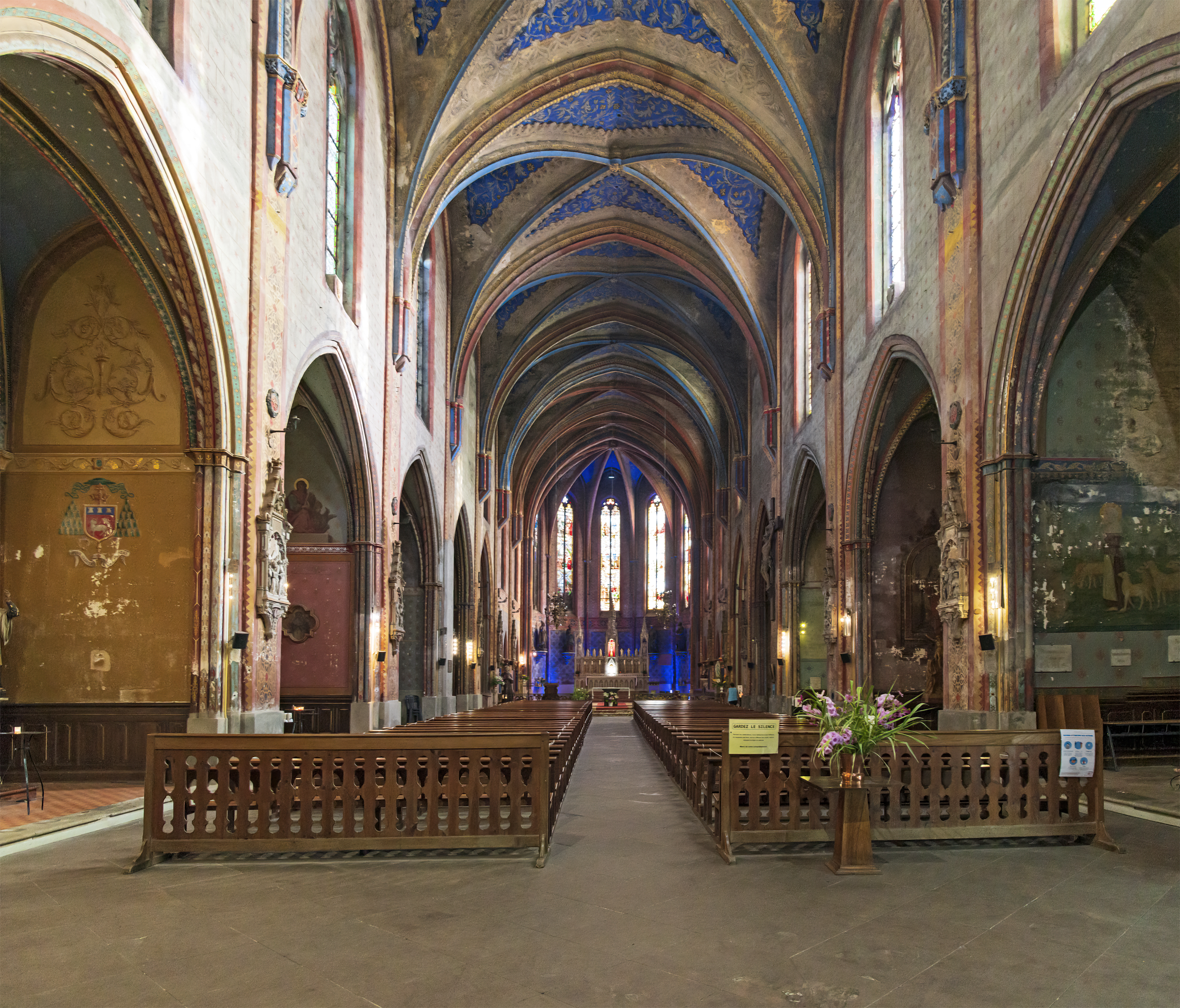
Église Saint-François
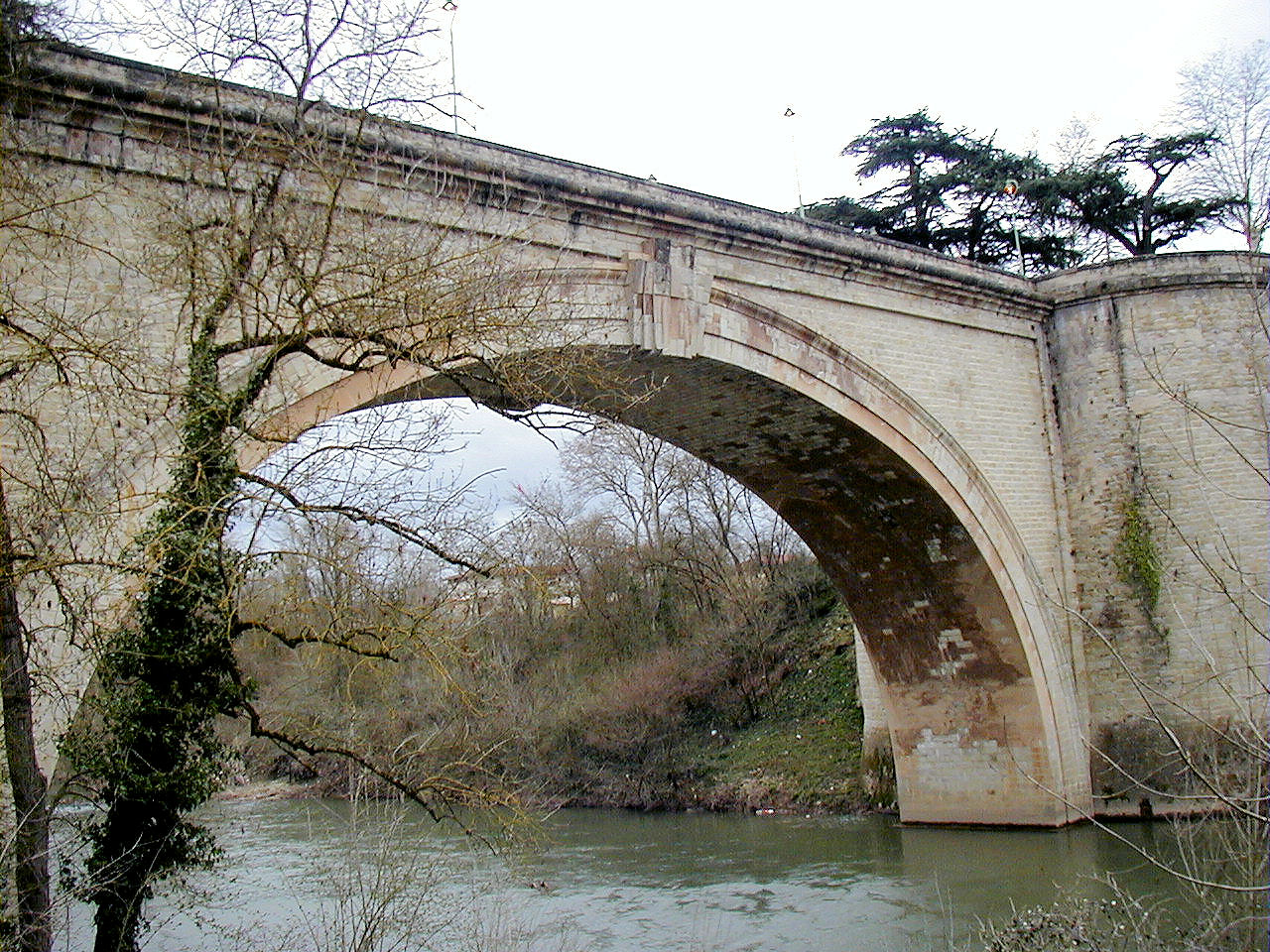
Pont de Lavaur
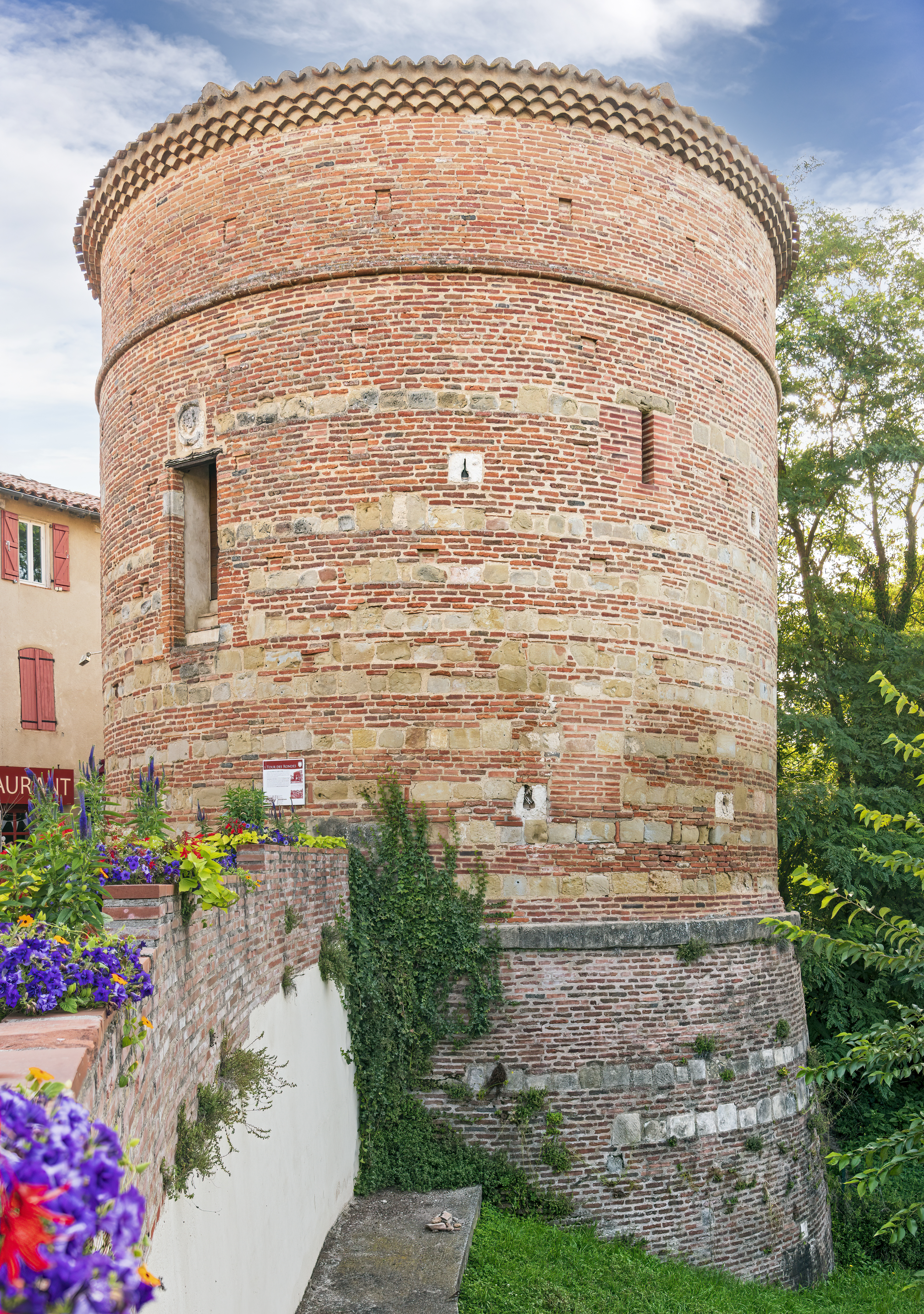
Tour des rondes

## Persönlichkeiten
- Jacques Féréol Mazas (1782–1849), Violinist
- Georges Pontier (* 1943), Erzbischof von Marseille
- Jean-Pierre Bel (* 1951), Politiker
- Lilas Traïkia (* 1985), Fußballnationalspielerin
- Benjamin Thomas (* 1995), Radsportler

## Städtepartnerschaften
- El Vendrell, Katalonien, Spanien
- Xigazê, Tibet